# Monte Tabor

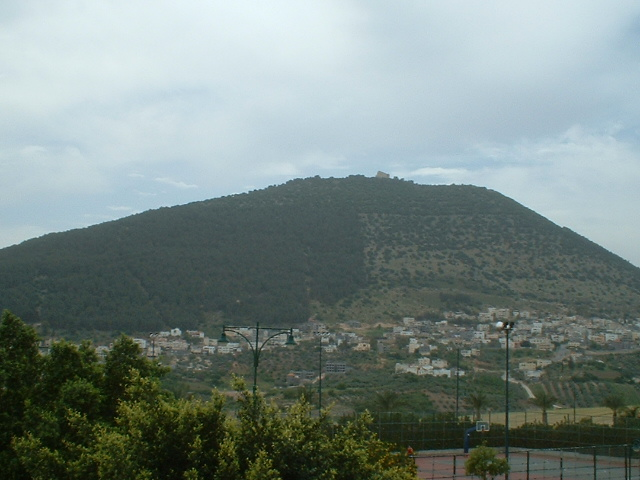
Fotografia do Monte Tabor em Israel.

Monte Tabor é uma alta colina da Galileia, na secção leste do vale de Jizreel, 17 km a oeste do Mar da Galileia, como o topo à cota de 575 metros acima do nível do mar.
Muitos acreditam que foi no topo deste monte que, segundo os Evangelhos do Novo Testamento da Bíblia, teria ocorrido a transfiguração de Jesus Cristo, sendo por isso considerado como um dos lugares místicos da Terra Santa, ligado ao culto da Transfiguração, particularmente reverenciado pelas igrejas orientais, nomeadamente pela Igreja Ortodoxa Grega.
É também conhecido como "Har Tavor", "Itabyrium", "Jebel et-Tur" ou "Monte da Transfiguração".